# Amadora
Amadora er en by i det vestlige Portugal, med et indbyggertal (pr. 2004) på cirka 176.000. Byen ligger i regionen Lissabon, og er en satellitby til regionens og landets hovedstad Lissabon.